# Lipotriches meadewaldoi
Lipotriches meadewaldoi là một loài Hymenoptera trong họ Halictidae. Loài này được Brauns mô tả khoa học năm 1912.